# Venas caerulans
Venas caerulans är en fjärilsart som beskrevs av Paul Mabille 1878. Venas caerulans ingår i släktet Venas och familjen tjockhuvuden. Inga underarter finns listade i Catalogue of Life.